# Bernard Ber Mark

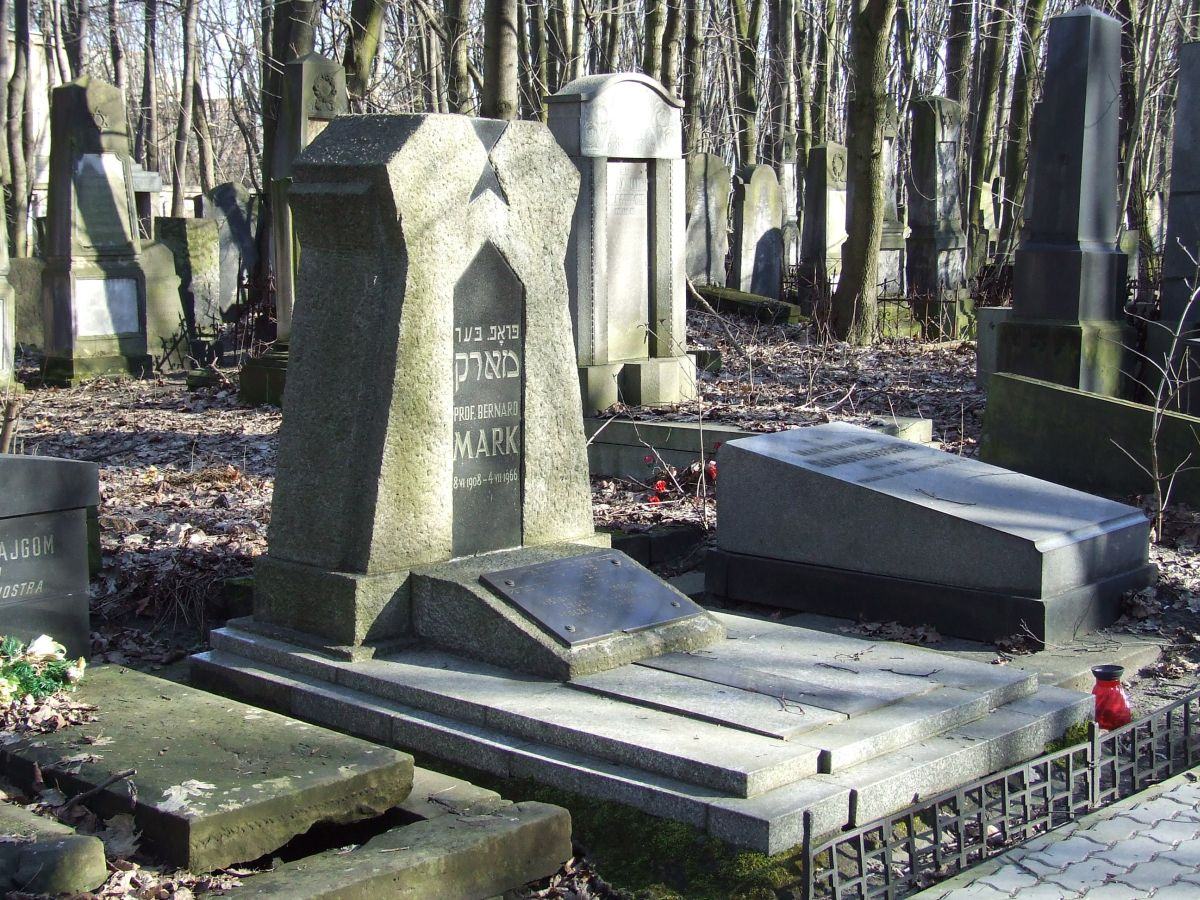
Grób Bernarda Ber Marka na cmentarzu żydowskim przy ul. Okopowej w Warszawie

Bernard Ber Mark (ur. 8 czerwca 1908 w Łomży, zm. 4 lipca 1966 w Warszawie) – polski historyk, publicysta i działacz komunistyczny żydowskiego pochodzenia, w latach 1949–1966 dyrektor Żydowskiego Instytutu Historycznego.

## Życiorys
Urodził się w Łomży, w rodzinie Hersza, sekretarza gimnazjalnego, i Racheli z Blumrosenów. Od 1927 studiował na Wydziale Prawa Uniwersytetu Warszawskiego, który ukończył w 1932 z tytułem magistra. Pracował jako nauczyciel języka polskiego, m.in. w religijnych szkołach żydowskich w Białymstoku i Wołominie. Czynnie udzielał się w środowiskach komunistycznych, od 1927 w Komunistycznym Związku Młodzieży Polski. Od 1928 był członkiem Komunistycznej Partii Polski, od 1930 Komunistycznej Partii Rosji. W latach 1934–1938 był członkiem centralnej redakcji wydawnictw żydowskich przy KC KPP, a w latach 1934–1935 redaktorem legalnego komunistycznego dziennika „Der Frajnd”. W latach 1936–1938 był również członkiem zarządu Związku Zawodowego Literatów Żydowskich w Warszawie.
We wrześniu 1939 brał udział w obronie Warszawy. W październiku 1939 wyjechał z żoną Esterą do Białegostoku. Podczas II wojny światowej przebywał w Mińsku (pracował w Białoruskiej Akademii Nauk), Moskwie i Kujbyszewie, gdzie działał w Żydowskim Komitecie Antyfaszystowskim. Był współtwórcą Związku Patriotów Polskich, a od 1944 członkiem Zarządu Głównego tej organizacji i wiceprzewodniczącym Komitetu Organizacyjnego Żydów Polskich przy ZPP. Uczestniczył w pertraktacjach dotyczących repatriacji.
Do Polski wrócił w styczniu 1946 i podjął pracę w Centralnym Komitecie Żydów Polskich. W 1949 objął funkcję dyrektora Żydowskiego Instytutu Historycznego w Warszawie, którą piastował do momentu śmierci w 1966.
Po wojnie był również Przewodniczącym Związku Literatów i Dziennikarzy Żydowskich oraz redaktorem naczelnym „Dos Naje Lebn”. Od 1954 był profesorem nadzwyczajnym.
W 1937 ożenił się z Esterą (Edwardą) Goldhar – nauczycielką i działaczką KPP, która po wojnie została pracownikiem naukowym ŻIH. W 1968 wyjechała do Izraela, zmarła tam w 1994. Mieli jedną córkę Zinę.
Zmarł w Warszawie, pochowany w alei głównej cmentarza żydowskiego przy ulicy Okopowej (sektor 64-1-23).

## Twórczość
Bernard Ber Mark w swojej pracy naukowej, jako jeden z pierwszych historyków, wzmiankował o uczestnictwie Żydowskiego Związku Wojskowego w powstaniu w getcie warszawskim. Jego książki poruszały głównie problematykę wojenną i losy Żydów w czasie Holokaustu.
Na treści jego dzieł zaważyły jego poglądy polityczne oraz narzucona przez władze komunistyczne „oficjalna” wersja historii.
- 1985: The scrolls of Auschwitz
- 1959: Walka i zagłada warszawskiego getta
- 1957: Di geszichte fun Jidn in Pojln (z jid. Historia Żydów w Polsce)
- 1954: Twórczość pisarzy poległych w gettach i obozach
- 1954: Rzemieślnicy żydowscy w Polsce feudalnej
- 1953: Powstanie w getcie warszawskim
- 1952: Ruch oporu w getcie białostockim
- 1950: Di jidisze tragedje in der pojliszer literatur (z jid. Żydowska tragedia w polskiej literaturze)

## Ordery i odznaczenia
- Złoty Krzyż Zasługi (16 lipca 1954)[6]
- Medal 10-lecia Polski Ludowej (19 stycznia 1955)[7]

## Nagrody
- Nagroda Państwowa III stopnia za książkę pt. Powstanie w Getcie Warszawskim na tle ruchu oporu w Polsce (1955)[8]